# FKA twigs
Талія Дебретт Барнетт (нар. 17 січня 1988), більш відома під сценічним ім'ям FKA twigs (читається як «Еф-Кей-ей твігс») — англійська співачка, авторка пісень, продюсерка, танцівниця, режисерка відео та акторка. Псевдонім «FKA» означає «Formerly Known As» (укр. раніше відома як).
Народилася та виросла в Челтнемі, графство Глостершир. Почала працювати у підтанцьовці після того, як у 17 років переїхала до Південного Лондона. Дебютувала в музичному мистецтві з розширеною роботою EP1 (2012).
Дебютний студійний альбом співачки під назвою LP1 вийшов у серпні 2014 року і досяг 16-го місця в UK Albums Chart і 30-го місця в американському Billboard 200.
Її музичну творчість високо цінують критики, які описують її музику як таку, що спирається на різні жанри, включаючи електронну музику, тріп-хоп, R&B та авангард.

## Біографія
Талія Дебретт Барнетт народилася і виросла в Челтнемі, графство Глостершир. Її мати — англійка частково іспанського походження, яка раніше була танцівницею і гімнасткою, батько — музикант з Ямайки.
Її виховували мати та вітчим, «фанат джазу», і вона не зустрічалася зі своїм рідним батьком, поки їй не виповнилося 18 років. 
Дівчина відвідувала приватну католицьку школу. З юних років брала уроки опери та балету та брала участь у шкільних постановках.
У 16 років почала займатися музикою в молодіжних клубах. 
У 17 років переїхала до Південного Лондона, щоб продовжити кар'єру танцівниці, де також відвідувала BRIT School. Після того, як вона змінила фокус з танців на музику, перейшла зі школи BRIT до Кройдонського коледжу, щоб отримати освіту в галузі образотворчого мистецтва.
Працювала у підтанцьовці в музичних кліпах таких виконавців, як Кайлі Міноуг, Plan B, Ед Ширан, Тайо Круз, Діонн Бромфілд, Джессі Джей та Wretch 32. 
У 18 років почала співпрацювати з місцевими лондонськими продюсерами, щоб спробувати знайти те, що вона називає «своїм звуком». У підсумку вона випустила багато «справді поганих демо». 
Деякий час вона працювала хостес в стрип-клубі, а також періодично співала в нічному клубі The Box.

## Творчість
FKA twigs самостійно видала свій музичний дебют, EP1, 4 грудня 2012 року. Вона виклала відеокліпи на кожну з пісень на своєму YouTube-каналі. 
1 серпня 2013 року FKA twigs опублікувала відеокліп на свій перший сингл «Water Me» на YouTube.
6 серпня 2013 року газета The Guardian розмістила матеріал про FKA twigs у рубриці «Нова група дня», описавши її як «кращий зразок Сполученого Королівства, щоб продемонструвати неземний та обвиваючий R&B».
Другий мініальбом EP2 випущений лейблом Young Turksruen 10 вересня 2013. Він був спродюсований FKA twigs та Аркою. Pitchfork дав EP2 рейтинг 8/10. У грудні 2013-го Талія номінована на опитуванні Sound of 2014, що проводиться «Бі-Бі-Сі», і обрана сервісом Spotify для їх списку Spotlight on 2014.
Також FKA twigs увійшла до списку журналу Billboard «14 артистів, до яких слід придивитися у 2014».
У 2014 році вона спродюсувала та зняла музичний відеокліп на пісню Ouch Ouch репера Lucki Eck$, а також знялася в ньому. 
Дебютний альбом FKA twigs під назвою LP1 був випущений у серпні 2014 року лейблом Young Turks.
У 2015 році випустила візуальний мініальбом M3LL155X, що складається з 4 пісень (як і її попередні 2 мініальбоми). На кожну композицію було знято кліпи, які у сумі утворюють єдину концептуальну історію.
У 2018 році відзначилася участю у записі пісні «F**k Sleep» разом з ASAP Rocky, яка вийшла на його альбомі.
У 2019 році після тривалого затишшя випустила другий студійний альбом Magdalene, натхненний образом біблійної Марії-Магдалени. 
У серпні 2020 року знялася в музичному відео, натхненному OnlyFans, на пісню "Sum Bout U" з репером 645AR. 
28 серпня відбулася прем’єра відео на «Sad Day» режисера Хіро Мураї. У вересні отримала 4 номінації на премію UK Music Video Awards 2020, «Sad Day» пізніше отримав премію за найкращу операторську роботу у відео.
18 листопада 2021 року FKA twigs випустила сингл «Measure of a Man» за участю британського репера Central Cee, який є також частиною саундтреку до фільму «Людина короля». 
Сингли «Tears in the Club» за участю канадського співака The Weeknd вийшов 16 грудня 2021 року. Пісня була першим релізом FKA twigs на Atlantic Records і стала головним синглом з мікстейпу під назвою Caprisongs, який випущений 14 січня 2022 року.
Caprisongs створений за участі Pa Salieu, Daniel Caesar, Rema, Jorja Smith, Unknown T, Dystopia and Shygirl.

## Дискографія

### Студійні альбоми
- LP1 (2014)
- Magdalene (2019)
- EUSEXUA (2025)

### Мікстейпи
- Caprisongs (2022)

### Мініальбоми
- EP1 (2012)
- EP2 (2013)
- M3LL155X (2015)

## Фільмографія
| Рік  |    | Українська назва      | Оригінальна назва     | Роль                                    |
| ---- | -- | --------------------- | --------------------- | --------------------------------------- |
| 2015 | кф |                       | M3LL155X              | режисер                                 |
| 2019 | ф  | Хороший хлопчик       | Honey Boy             | сором'язлива дівчина                    |
| 2022 | с  | RuPaul's Drag Race UK | RuPaul's Drag Race UK | суддя (Епізод: "Yass-tonbury Festival") |
| 2024 | ф  | Ворон                 | The Crow              | Шеллі                                   |
|      | ф  | Син тесляра           | The Carpenter's Son   | матір                                   |

## Особисте життя
З серпня 2014 до жовтня 2017 року Талія зустрічалася з актором Робертом Паттінсоном. У квітні 2015 року з'явилися чутки про заручини, проте через 2 роки пара розійшлася.
З осені 2018 по літо 2019 року Талія мала роман з актором Шайа Лабафом.
Наприкінці 2019 року з'явилися чутки про відносини FKA Twigs та музиканта Метью Хілі, фронтмена гурту 1975.